# 2025년 동계 아시안 게임 피겨스케이팅
2025년 동계 아시안 게임 피겨스케이팅은 2025년 동계 아시안 게임의 정식 종목으로 진행된 피겨스케이팅 경기이다. 2월 11일부터 13일까지 헤이룽장 동계 스포츠 트레이닝 센터 종합관에서 열렸다.

## 경기 시간
아래 써진 모든 시각은 현지 시각 기준이다.(UTC+8)
| 날짜     | 종목       | 시간  | 부문          |
| -------- | ---------- | ----- | ------------- |
| 2월 11일 | 아이스댄스 | 14:00 | 리듬댄스      |
| 2월 11일 | 페어       | 15:30 | 쇼트 프로그램 |
| 2월 11일 | 남자       | 17:00 | 쇼트 프로그램 |
| 2월 12일 | 여자       | 13:30 | 쇼트 프로그램 |
| 2월 12일 | 아이스댄스 | 18:00 | 프리댄스      |
| 2월 12일 | 페어       | 19:30 | 프리스케이팅  |
| 2월 13일 | 여자       | 13:00 | 프리스케이팅  |
| 2월 13일 | 남자       | 17:30 | 프리스케이팅  |

## 메달 집계
| 순위 | 국가                   | 금메달 | 은메달 | 동메달 | 합계 |
| ---- | ---------------------- | ------ | ------ | ------ | ---- |
| 1    | 대한민국               | 2      | 0      | 0      | 2    |
| 2    | 일본                   | 1      | 2      | 3      | 6    |
| 3    | 우즈베키스탄           | 1      | 0      | 1      | 1    |
| 4    | 중화인민공화국         | 0      | 1      | 0      | 1    |
| 4    | 조선민주주의인민공화국 | 0      | 1      | 0      | 1    |
| 6    | 카자흐스탄             | 0      | 0      | 1      | 1    |
| 합계 | 합계                   | 4      | 4      | 4      | 12   |

### 메달리스트
| 종목              | 금                                                       | 은                                         | 동                                         |
| ----------------- | -------------------------------------------------------- | ------------------------------------------ | ------------------------------------------ |
| 남자 싱글 자세히  | 차준환 대한민국 (KOR)                                    | 가기야마 유마 일본 (JPN)                   | 미하일 샤이도로프 카자흐스탄 (KAZ)         |
| 여자 싱글 자세히  | 김채연 대한민국 (KOR)                                    | 사카모토 가오리 일본 (JPN)                 | 요시다 하나 일본 (JPN)                     |
| 페어 자세히       | 우즈베키스탄 (UZB) 예카테리나 게이니시 드미트리 치기레프 | 조선민주주의인민공화국 (PRK) 렴대옥 한금철 | 일본 (JPN) 나가오카 유나 모리구치 스미타다 |
| 아이스댄스 자세히 | 일본 (JPN) 요시다 우타나 모리타 마사야                   | 중화인민공화국 (CHN) 런쥔페이 싱젠잉       | 일본 (JPN) 다나카 아즈사 니시야마 신고     |

## 참가국
5개국, 33명의 선수들이 참가하였다. 괄호 안은 참가 선수의 숫자이다.
- 대한민국 (4)
- 말레이시아 (4)
- 몽골 (2)
- 우즈베키스탄 (5)
- 인도 (2)
- 인도네시아 (4)
- 일본 (12)
- 조선민주주의인민공화국 (2)
- 중화인민공화국 (10)
- 중화 타이베이 (1)
- 카자흐스탄 (6)
- 쿠웨이트 (1)
- 태국 (2)
- 투르크메니스탄 (2)
- 필리핀 (5)
- 홍콩 (4)